# Organisation for Professionshøjskolestuderende
Organisation for Professionshøjskolestuderende (tidligere Studenterforum UC (SFUC)) Er en studiepolitisk interesseorganisation, der varetager professionshøjskolestuderendes interesser. Organisationen blev stiftet i året 2017, med hensigt om at arbejde i en direkte professionspolitisk kontekst.  

## Organisation
Organisation for Professionshøjskolestuderende. er en demokratisk opbygget forening, hvor organisationens øverste myndighed er årsmødet. Herved tages beslutninger om organisationens politik, samt de sager som vedkommer foreningen. Årsmødet er SFUC's øverste myndighed, her har alle studerende fra deres medlemsforeninger, mulighed for at deltage, og sætte sit præg på den politiske dagsorden for foreningen. 
Hver af foreningens seks medlemsorganisationer, har 2 delegerede med stemmeret. Dog har alle studerende på danske professionshøjskoler en taleret. Årsmødet bliver afholdt én gang om året, i maj måned. Her vedtages politik, vedtægtsændringer, regnskab, samt et nyt forpersonskab tilvælges. 
Mellem årsmøderne er bestyrelsen øverste myndighed. Forpersonskabet står for den daglige ledelse af foreningen, samt kontakt & drift m. bestyrelsen. 
Bestyrelsen udgøres af forpersonskabet, samt repræsentanter to fra hvert af foreningens medlemsorganisationer. 

## Medlemmer
- Studenterforum UCN
- Studenterrådet UC SYD
- Studenterrådet VIA
- Studenterrådet UCL
- Studenterrådet Absalon
- Studenterrådet KP

## Formandskaber
| År        | Forperson             | Næstforperson                                  |
| --------- | --------------------- | ---------------------------------------------- |
| 2017      | Christopher Ammentorp | Kasper Jensen Larsen                           |
| 2018      | Christopher Ammentorp | Jeppe Lundmann                                 |
| 2019/2020 | Sofie Falck Villadsen | Jeppe Lundmann                                 |
| 2020/2021 | Sofie Falck Villadsen | Mathias Jæger                                  |
| 2021/2022 | Sofie Falck Villadsen | Solbritt Borrs & Christoffer Snoghøj Østermark |

 Der er for få eller ingen kildehenvisninger i denne artikel, hvilket er et problem. Du kan hjælpe ved at angive troværdige kilder til de påstande, som fremføres i artiklen.